# 安東尼奧·法爾內塞
安東尼奧·法爾內塞（義大利語：Antonio Farnese，1679年11月29日—1731年1月20日），帕爾馬公爵，1727年至1731年在位。
1727年，安東尼奧與摩德納的恩里切塔·埃斯特結婚，兩人沒有子女。安東尼奧去世後，帕爾馬公國由姪女埃麗莎貝塔·法爾內塞的長子卡洛繼承。